# Peter Gabriel (Melt)
Peter Gabriel (Melt) ist das dritte reguläre Solo-Studioalbum und das insgesamt dritte Album des englischen Singer-Songwriters und Rock-Musikers Peter Gabriel. Es wurde am 30. Mai 1980 bei Charisma Records veröffentlicht und ist das dritte von vier Alben mit demselben Titel.

## Hintergrund
Das Album trägt den gleichen Namen wie seine beiden vorherigen Alben, weshalb es oft auch entweder als Peter Gabriel III oder Melt bezeichnet wird – in Anspielung auf das von Hipgnosis gestaltete Cover, auf dem Gabriels Gesicht zu schmelzen scheint.

## Entstehung
Melt war das erste Album, das Peter Gabriel teilweise in einem eigenen Tonstudio in seinem damaligen Wohnhaus Ashcombe House in Swainswick, Somerset bei Bath aufgenommen hatte. Dies erlaubte Gabriel insgesamt eine ausführlichere Arbeit und mehr Experimente mit seiner Musik.
Auf dem Album arbeitete Gabriel erstmals mit Kate Bush zusammen, die auf diesem Album auf zwei Titeln im Begleitgesang zu hören ist (Games Without Frontiers und No Self Control) und auf Games Without Frontiers den Refrain auf Franzosisch (Jeux sans frontières) singt. Außerdem arbeitete Phil Collins, Mitglied in Gabriels früherer Band Genesis, als Musiker im Aufnahmestudio mit. Während den Sessions zu diesem Album experimentierten Gabriel, Collins und der zuständige Ingenieur (und späterer langjähriger Produzent von Genesis und Collins als Solokünstler) Hugh Padgham bei Intruder, No Self Control und Biko mit Gated Reverb (was Collins und Padgham kurze Zeit später während der Entstehung seines ersten Soloalbums Face Value weiter perfektionierten und was sich zu einem signifikanten Merkmal der Musik der 1980er Jahre entwickelte). Weitere Studiomusiker sind zudem Paul Weller (The Jam), Dave Gregory (XTC), Tony Levin und Robert Fripp (King Crimson). Weiterhin wandte sich Peter auf diesem Album zum ersten Mal Einflüssen der afrikanischen Musik zu, was sich seitdem durch sein komplettes Werk zieht und ihm in der Folge auch über die Jahre den Status als prominenten Förderer der Weltmusik eingebracht hat. Weiterhin experimentierte er auf diesem Album auch zum ersten Mal mit seiner Interpretation der Minimal Music nach dem Vorbild von Steve Reich, was sich auch durch einige seiner folgenden Alben ziehen würde, sowohl seiner regulären Alben wie Peter Gabriel (Security), aber auch So als auch einige seiner Filmmusiken.
Aus dem Album wurde die Single Games Without Frontiers ausgekoppelt, die das Thema Krieg behandelt und als erste von Peter Gabriel im Vereinigten Königreich in die Top 10 der Single-Charts schaffte.
Auch der Song Biko, der den Tod des südafrikanischen Bürgerrechtlers Steve Biko zur Zeit der Apartheids-Politik in Südafrika thematisiert und dafür Beachtung erfuhr, wurde als Single ausgekoppelt.
Family Snapshot basiert auf dem Buch An Assassin's Diary von Arthur Bremer, das unter einer Brücke in Washington gefunden worden war, ein weggeworfenes Notizbuch, das etwas seltsame Ausschweifungen von jemandem enthielt, der den Gouverneur George Wallace bei einem Attentat ermorden wollte. Gabriel mischte das also mit Berichten über das Attentat auf John F. Kennedy, so dass es wirklich ein Bericht über ein Attentat war, allerdings aus der Sicht des Attentäters.
In Not One Of Us geht es um Rassismus, darum, ein Außenseiter zu sein. In Lead A Normal Life geht es um den Aufenthalt in einer psychiatrischen Klinik und das Gefühl der sozialen Isolation.

## Ein deutsches Album
Von diesem Album wurde, wie auch vom darauf folgenden, eine deutsche Version unter dem Titel Ein deutsches Album produziert, welche am 2. Juni 1980 in Westdeutschland erschien. Gabriel singt darauf selbst die von Horst Königstein ins Deutsche übersetzten Texte. Peter Gabriel arbeitete sorgfältig mit Horst Königstein zusammen, um sicherzustellen, dass die deutschen Texte mehr sind als einfache Übersetzungen der Originale. Die Sprache vermittelt nicht nur die Bedeutung und die beabsichtigte Bildsprache der einzelnen Songs, sondern ermöglicht es den Worten auch, zur Musikalität der Platte beizutragen.
Peter Gabriel nutzte wie auch später bei dem Album Deutsches Album von 1982 die Gelegenheit, die Musik zu überarbeiten und die Sprache zu ändern. Das Ergebnis sind deutliche musikalische Unterschiede im Vergleich zur englischsprachigen Ausgabe. Für Ein deutsches Album wurden die beiden Titel Start und I Don’t Remember zu dem Titel Frag mich nicht immer zusammengelegt.

## Titelliste
Alle Lieder wurden von Peter Gabriel geschrieben.

### Album
1. Intruder – 4:51
2. No Self Control – 3:51
3. Start – 1:20
4. I Don’t Remember – 4:36
5. Family Snapshot – 4:25
6. And Through the Wire – 4:55
7. Games Without Frontiers – 4:00
8. Not One of Us – 5:17
9. Lead a Normal Life – 4:13
10. Biko – 7:24

### Ein deutsches Album
1. Eindringling – 5:00
2. Keine Selbstkontrolle – 4:00
3. Frag mich nicht immer – 6:04
4. Schnappschuss (Ein Familienfoto) – 4:26
5. Und durch den Draht – 4:28
6. Spiel ohne Grenzen – 4:07
7. Du bist nicht wie wir – 5:31
8. Ein normales Leben – 4:21
9. Biko – 8:55

## Mitwirkende

### Musiker
Die Zahlen in Klammern beziehen sich auf die Titelnummern der englischsprachigen Ausgabe.
- Kate Bush – Begleitgesang (2, 7)
- Phil Collins – Schlagzeug (1, 2), Snare (5), Surdo (10)
- Larry Fast – Synthesizer und Bass-Synthesizer (1–3, 5–7, 8, 10), Effekte (2, 4, 8), Dudelsack
- David Ferguson – Noise (alle)
- Robert Fripp – E-Gitarre (2, 4, 8)
- Peter Gabriel – Hauptgesang, Piano, Synthesizer und Bass-Synthesizer (3, 4, 7, 8), Begleitgesang (1, 2, 5, 6), Tin Whistle (7)
- John Giblin – Bassgitarre (2, 5–8)
- Dave Gregory – E-Gitarre (4, 5)
- Tony Levin – Chapman Stick (4)
- Steve Lillywhite – Tin Whistle (7)
- Jerry Marotta – Schlagzeug (4–10)
- Dick Morrissey – Saxophon (3, 5, 9)
- Hugh Padgham – Tin Whistle (7)
- Morris Pert – Perkussion (1, 2, 9)
- David Rhodes – E-Gitarre (1, 4–10), Begleitgesang (1, 4, 8)
- Paul Weller – E-Gitarre (6)

### Technisches Personal
- Colin Chambers – Zeichnungen
- George Chambers – Assistenz-Tontechniker
- Marlis Duncklau – Assistenz-Toningenieurin
- Peter Gabriel – Songwriter
- Hipgnosis – Coverartwork, Fotografie
- Steve Lillywhite – Musikproduzent
- Hugh Padgham – Toningenieur
- Steve Prestage – Assistenz-Toningenieur
- Nick Thomas – Assistenz-Toningenieur

## Rezeption
Das Album wurde positiv bewertet. Rolling Stone wählte es auf Platz 46 der 100 besten Alben der 1980er Jahre. In der Auswahl der 200 besten Alben des Jahrzehnts von Pitchfork belegt es Platz 125. Peter Gabriel gehört zu den 1001 Albums You Must Hear Before You Die.

## Kommerzieller Erfolg

### Chartplatzierungen
| ChartsChartplatzierungen       | Höchstplatzierung | Wochen/ Monate |
| ------------------------------ | ----------------- | -------------- |
| Deutschland (GfK)              | 9 (21 Wo.)        | 21 Wo.         |
| Österreich (Ö3)                | 10 (3 Mt.)        | 3 Mt.          |
| Vereinigte Staaten (Billboard) | 22 (29 Wo.)       | 29 Wo.         |
| Vereinigtes Königreich (OCC)   | 1 (18 Wo.)        | 18 Wo.         |

### Auszeichnungen für Musikverkäufe
| Land/Region                  | Auszeichnungen für Musikverkäufe (Land/Region, Auszeichnung, Verkäufe) | Verkäufe |
| ---------------------------- | ---------------------------------------------------------------------- | -------- |
| Deutschland (BVMI)           | Gold                                                                   | 250.000  |
| Frankreich (SNEP)            | Gold                                                                   | 100.000  |
| Kanada (MC)                  | 2× Platin                                                              | 200.000  |
| Vereinigtes Königreich (BPI) | Gold                                                                   | 100.000  |
| Insgesamt                    | 3× Gold · 2× Platin ·                                                  | 650.000  |

Hauptartikel: Peter Gabriel/Auszeichnungen für Musikverkäufe